# Spikkestad

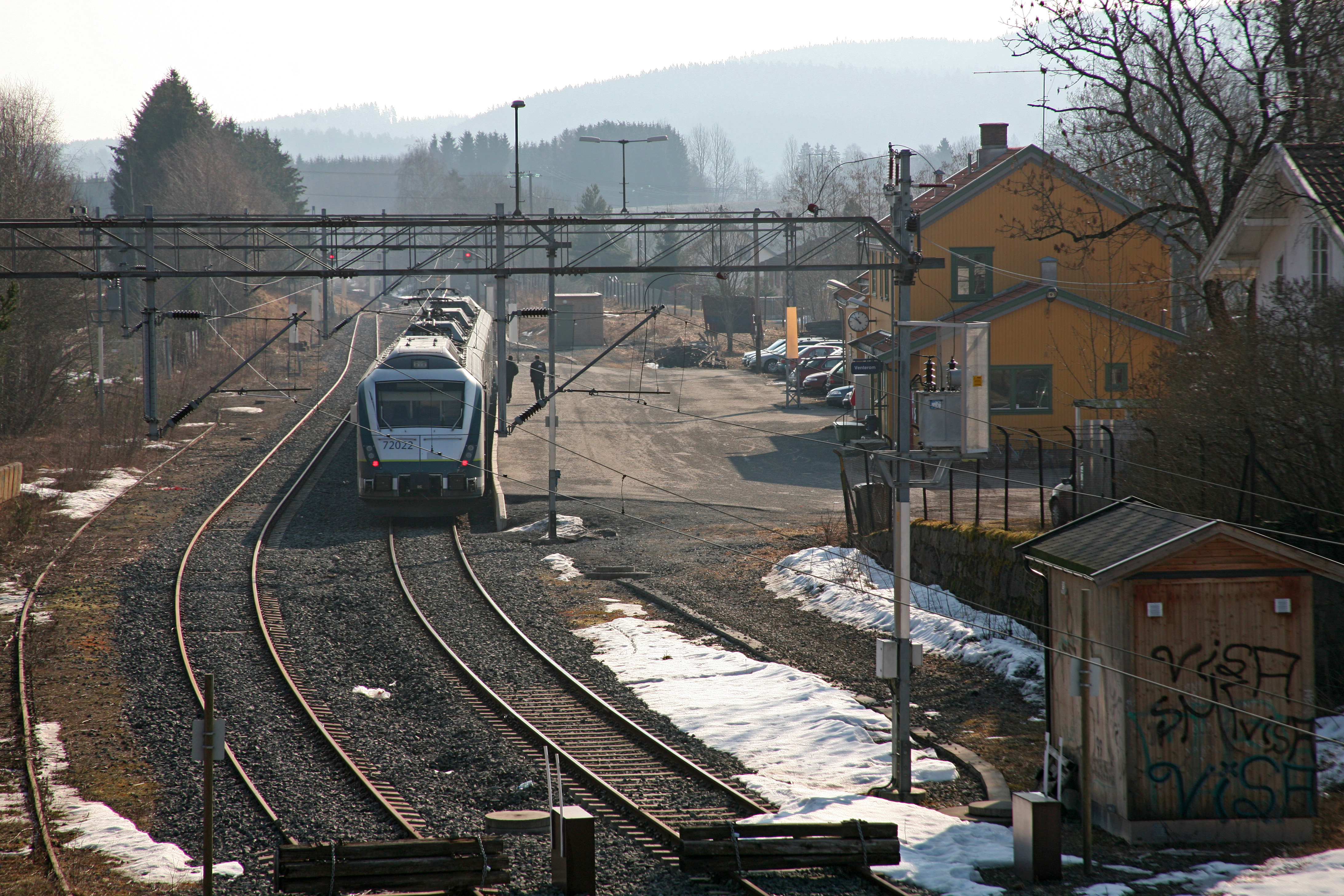
Spikkestad station.

Spikkestad är en tätort i Askers kommun i Akershus fylke, Norge. Spikkestad utgör den östligaste delen av tätorten Drammen, 10 km från Drammens centrum. Spikkestad hade 3 085 invånare 2005 och är slutstation på järnvägen Spikkestadlinjen.